# بريكوما (شركة)
 بريكوما  شركة مغرببة تأسست سنة 2004، ولها 12 محل تجاري على 11 مدينة،  في عام 2015 بلغ مجموع مساحة كل محلات الشركة  40000 متر مربع، ومتوسط مساحة المحل الواحد بين 3000 متر مربع و 4000 متر مربع، وتأمل الشركة أن تتوسع إلى 20 محل قبل مطلع سنة 2020.